# Jur Schryvers
Jur Schryvers (11 maart 1997) is een Belgisch voetballer die bij voorkeur als vleugelverdediger speelt. Hij ligt sinds 2024 onder contract bij KFC Merelbeke. Schryvers is ook een Belgisch voormalig jeugdinternational.

## Clubcarrière
Schryvers begon te voetballen bij Excelsior FC Essen en werd via Hoogstraten VV opgemerkt door scouts van Germinal Beerschot. Uiteindelijk kwam hij in 2013 bij de jeugd van Club Brugge terecht en stroomde in 2014 door naar de beloftenploeg van Club Brugge. Zo kwam hij onder de vleugels van Philippe Clement terecht. Toen Clement in het seizoen 2017/18 trainer werd bij Waasland Beveren nam hij Schryvers mee.
Schryvers maakte op 14 oktober 2017 zijn officieel debuut in Eerste klasse A in de uitwedstrijd op Gent, waar zijn ploeg met 0–2 verloor. Schryvers speelde de volledige wedstrijd. Op 7 augustus 2019 werd het contract van Schryvers met drie seizoenen verlengd tot de zomer van 2022. In het seizoen 2019/20 was Schryvers een onbetwiste basispion in het elftal van zijn club uit het Waasland.
In augustus 2022 ondertekende de transfervrije Schryvers een tweejarig contract bij KMSK Deinze. Schryvers verkoos Deinze boven Beerschot VA of een buitenlands avontuur. Op 14 oktober 2022 liep Schryvers uitgerekend tegen zijn ex-club Beveren een gebroken rib en een klaplong op, die hem een paar maanden aan de kant hield. Schryvers speelde in zijn debuutwedstrijd 21 competitiewedstrijden. In zijn tweede seizoen kwam hij nauwelijks aan spelen toe, waardoor zijn aflopende contract niet verlengd werd.
Na een paar maanden zonder club zette Schryvers in oktober 2024 zijn carrière verder bij eerstenationaler KFC Merelbeke.

## Clubstatistieken
| Seizoen     | Club             | Competitie          | Competitie | Competitie | Beker | Beker | Internationaal | Internationaal | Totaal | Totaal |
| Seizoen     | Club             | Competitie          | Wed.       | Dlp.       | Wed.  | Dlp.  | Wed.           | Dlp.           | Wed.   | Dlp.   |
| ----------- | ---------------- | ------------------- | ---------- | ---------- | ----- | ----- | -------------- | -------------- | ------ | ------ |
| 2017/18     | Waasland Beveren | Eerste klasse A     | 21         | 0          | 0     | 0     | —              | —              | 21     | 0      |
| 2018/19     | Waasland Beveren | Eerste klasse A     | 34         | 1          | 1     | 0     | —              | —              | 35     | 1      |
| 2019/20     | Waasland Beveren | Eerste klasse A     | 28         | 1          | 1     | 0     | —              | —              | 29     | 1      |
| 2020/21     | Waasland Beveren | Eerste klasse A     | 27         | 1          | 1     | 0     | —              | —              | 28     | 1      |
| 2021/22     | Waasland Beveren | Eerste klasse B     | 15         | 0          | 0     | 0     | —              | —              | 15     | 0      |
| 2022/23     | KMSK Deinze      | Eerste klasse B     | 21         | 2          | 2     | 0     | —              | —              | 23     | 2      |
| 2023/24     | KMSK Deinze      | Eerste klasse B     | 6          | 0          | 0     | 0     | —              | —              | 6      | 0      |
| 2024/25     | KFC Merelbeke    | Eerste nationale VV | 0          | 0          | 0     | 0     | —              | —              | 0      | 0      |
| Club totaal | Club totaal      | Club totaal         | 152        | 5          | 5     | 0     | 0              | 0              | 157    | 5      |

Bijgewerkt op 17 oktober 2024.

## Interlandcarrière
Schryvers doorliep de verschillende Belgische jeugdteams. Hij maakte deel uit van de België –15, –16, –17, –18, –19 en –21. In 2019 werd hij geselecteerd voor het de Belgische beloften deel aan het EK onder 21, waar hij evenwel niet in actie kwam.
1 Verwaal ·
2 El Banouhi ·
3 Boone ·
4 De Greef ·
5 Bizimana ·
6 Lecomte ·
7 Staelens ·
8 Tarfi ·
9 Mertens ·
10 Hendrickx ·
11 Challouk ·
12 Van Walle ·
13 Prychynenko  ·
14 Dansoko ·
15 De Looze ·
16 Janssens ·
17 Vansteenkiste ·
20 Schamp ·
22 Blondelle ·
23 Vandenberghe ·
25 Tossavi ·
27 Geeraerts ·
28 Dutoit ·
34 Abrahams ·
59 Fuakala ·
99 De Belder ·
Coach: De Decker
· Assistent-coach: Monteyne
· Assistent-coach: Le Postollec